# Huis van Barmhartigheid (Heverlee)

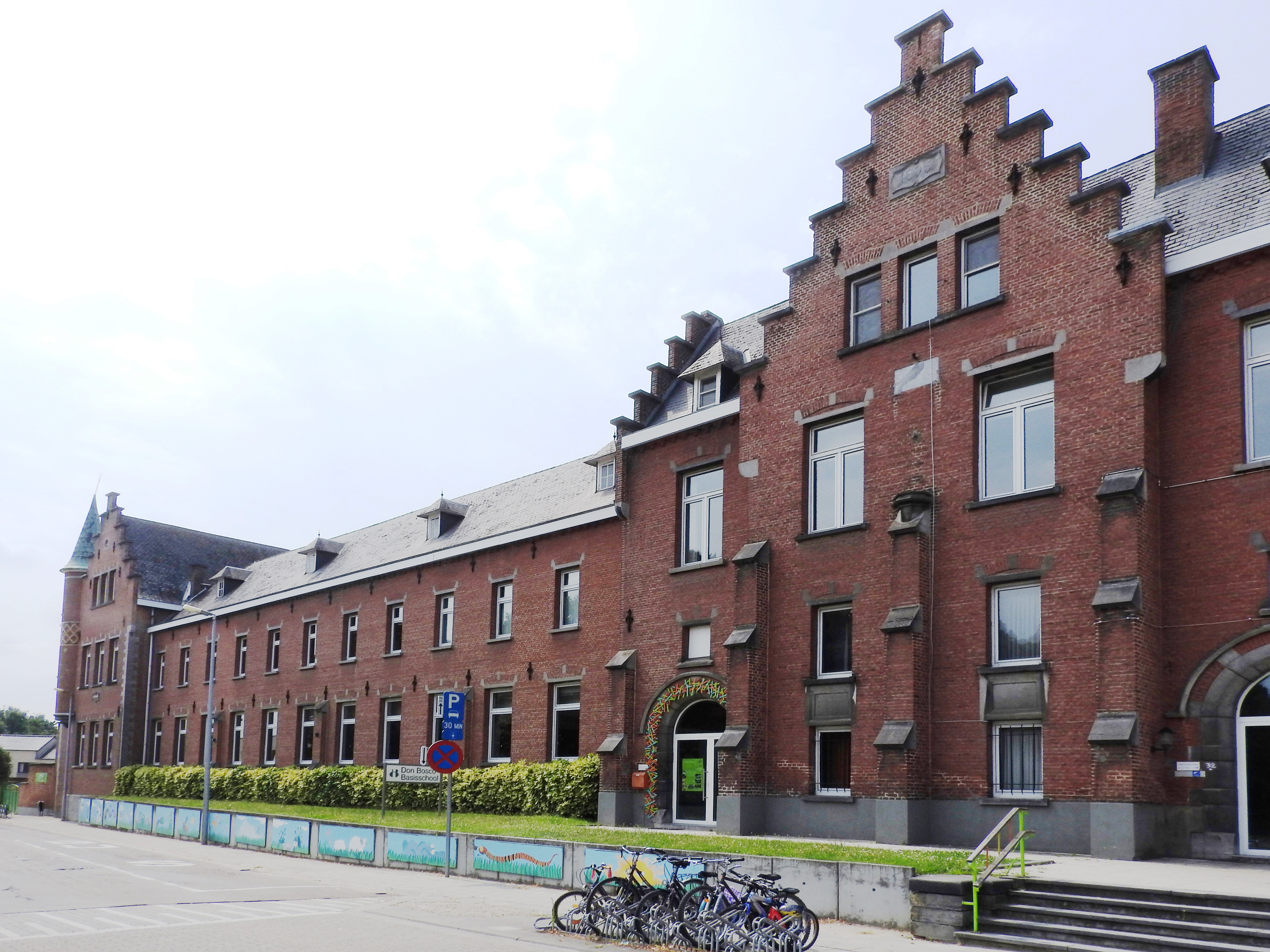
De school in 2016

Het Huis van Barmhartigheid (Frans: Maison de la Miséricorde) was een weeshuis en school in Heverlee. Sinds 1966 is Don Bosco Groenveld in de gebouwen gevestigd.

## Geschiedenis
Op initiatief van juffrouw Virginie Jacobs uit Sint-Truiden werd in 1893 in Leuven een tehuis gesticht voor verlaten kinderen. Het werd gerund door reguliere oblatenzusters van de benedictijnerorde. Aanvankelijk verbleven ze op de Sint-Antoniusberg, tot ze hun intrek konden nemen in de nieuwbouw die vanaf 1895 in Heverlee werd opgetrokken. Het gebouw in neo-Vlaamse renaissancestijl had een vleugel voor jongens en een vleugel voor meisjes. Tot het   derde leerjaar volgden de leerlingen lager onderwijs. Daarna kregen de meisjes huishoudkundige vakken zoals strijken, naaien en wassen. 
Door toedoen van moeder-overste Cécile Stinger († 1960) nam het Huis van Barmhartigheid tijdens de Tweede Wereldoorlog tussen de 70 en de 120 Joodse kinderen op. Dit gebeurde onder valse namen. Binnen de muren kenden alleen de zusters de realiteit. De ondergedoken kinderen werden gedoopt en namen deel aan de gebedsdiensten zoals de andere wezen. De Duitsers zijn regelmatig binnengevallen, maar ze hebben niemand kunnen betrappen. Terwijl moeder-overste hen te woord stond, verstopten andere zusters de Joodse kinderen op zolder of brachten ze hen langs de kelder naar de velden.
In 1999 kende Yad Vashem de titel Rechtvaardige onder de Volkeren toe aan moeder-overste Cécile Stinger (postuum) en aan zuster Marie Beirens. Er zijn getuigenissen opgetekend van diverse verstopte kinderen (Simone Altman, Annette Apelbaum, Walter Bleiberg, Albert Fuks, Régina Gielbartowicz, Ida Godny, Charles Jakubowicz en Félix Messer).
Vanaf 1952 kwam er naast het weeshuis ook een gewone kleuter- en lagere school op de site. In 1965 is de congregatie van de Zusters van Barmhartigheid samengegaan met de Zusters van Don Bosco. In de gebouwen kwam Don Bosco Groenveld.